# Emballonura alecto
Emballonura alecto is een vleermuis uit het geslacht Emballonura die voorkomt in de Filipijnen en op Borneo, Sulawesi, Tanimbar, de Molukken en een aantal kleinere eilanden. In de Molukken komt het dier voor op Ambon, Gorong, de Kei-eilanden, Mangole, Seram en de Talaud-eilanden. In de Filipijnen is deze soort gevonden op Balabac, Biliran, Bohol, Camiguin, Catanduanes, Dinagat, Guimaras, Leyte, Luzon, Maripipi, Mindanao, Negros en Panay. Deze soort is genoemd naar Alecto, die in de Griekse mythologie een van de drie furiën (wraakgodinnen) was. Er zijn vier ondersoorten: E. a. alecto (Eydoux & Gervais, 1836), E. a. anambensis Miller, 1900, E. a. palawanensis Taylor, 1934 en E. a. rivalis Thomas, 1915. Samen met E. beccarii en E. monticola vormt deze soort de E. alecto-groep.
In de Filipijnen is deze soort alleen gevonden beneden 450 m hoogte in verstoorde bossen of in landbouwgebieden met wat stukken bos. Deze soort komt voornamelijk voor in gebieden waar grotten in het bos zijn. De kop-romplengte bedraagt 46,3 tot 48,5 mm, de staartlengte 11,6 tot 17,4 mm, de voorarmlengte 46,2 tot 47,5 mm, de tibialengte 18,3 tot 19,6 mm, de oorlengte 13,6 tot 14,2 mm en het gewicht 5,4 tot 5,9 gram (gebaseerd op vijf mannetjes uit Mangole).